# 뉴 파운드 글로리
뉴 파운드 글로리(New Found Glory)는 미국 플로리다주 코럴스프링스에서 결성된 팝 펑크 밴드이다.

## 역사
뉴 파운드 글로리는 1997년 중반, 조던 펀딕(보컬), 채드 길버트(기타), 스티브 클라인(기타), Ian Grushka(베이스 기타), 조 모레노(드럼)의 멤버로 결성되었다.
1997년 6월 피들러 레코드를 통해 첫 EP 《It's All About the Girls》를 발매하였다. 데뷔 음반 《Nothing Gold Can Stay》는 1999년 율로지 레코딩(Eulogy Recordings)을 통해 발매되었다. 얼마 이후 드러머가 조 모레노에서 사이러스 볼루키로 교체되었다. 2000년에는 영화 주제곡을 커버한 곡들을 수록한 EP 《From the Screen to Your Stereo》를 발매하였다.
두 번째 정규 음반 《New Found Glory》는 빌보드 200 차트 107위에 올랐다. 2002년에는 후속 음반 《Sticks and Stones》를 발매하였으며, 같은 해에 워프드 투어에 헤드라이너로 참가하였다.
2004년 5월 발매된 네 번째 정규 음반 《Catalyst》는 빌보드 200 차트 3위에 올랐으며, 발매 첫 주에 146,000장이 판매되었다. 첫 싱글 〈All Downhill from Here〉는 미국 모던 록 차트 11위에 올랐다. 2006년 9월 19일에는 정규 음반 《Coming Home》을 발매하였다. 이 음반은 빌보드 200 차트 19위에 올랐으며, 발매 첫 주에 38,845장이 판매되었다.
밴드는 2000년에 발매한 EP 《From the Screen to Your Stereo》에 이은 커버 음반 《From the Screen to Your Stereo Part II》를 2007년 9월 18일에 드라이브-스루 레코드를 통해 발매하였다.

## 구성원
- 조던 펀딕(Jordan Pundik) - 보컬
- 채드 길버트(Chad Gilbert) - 리드 기타
- 스티브 클라인(Steve Klein) - 리듬 기타
- 이안 그러쉬카 - 베이스
- 사이러스 볼루키(Cyrus Bolooki) - 드럼

### 이전 멤버
- 조 모레노(Joe Moreno) - 드럼(1997년)

## 음반 목록

### 정규 음반
- 《Nothing Gold Can Stay》(1999)
- 《New Found Glory》(2001-05-13)
- 《Sticks and Stones》(2002-06-10)
- 《Catalyst》(2004-06-07)
- 《Coming Home》(2006-09-24)
- 《From the Screen to Your Stereo Part II》(2007-09-10)
- 《Radiosurgery》(2011-09-30)

### EP
- 《It's All About the Girls》(1997년)
- 《From the Screen to Your Stereo》(2000년)

### DVD
- 《The Story So Far》(2002년)
- 《This Disaster: Live in London》(2004년)